# Bródno-Friedhof

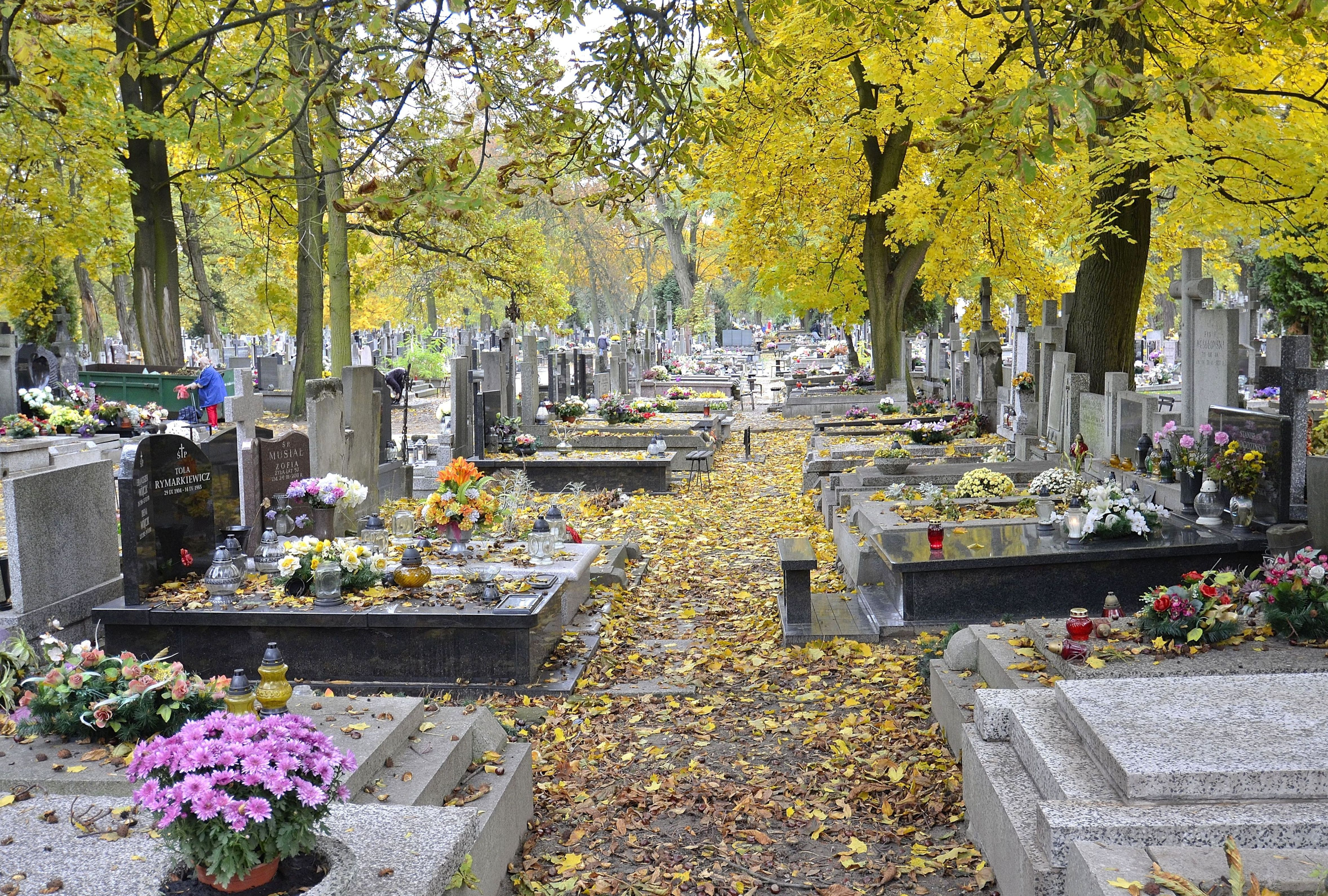
Der Friedhof im Herbst 2015

Der Bródno-Friedhof (polnisch: Cmentarz Bródnowski) ist ein römisch-katholischer Friedhof im Warschauer Stadtbezirk Targówek. Seine Fläche beträgt 114 Hektar, mehr als 1,2 Millionen Menschen sind hier bestattet. Der Friedhof soll hinsichtlich der Anzahl der Bestattungen die größte Begräbnisplatz Polens und der drittgrößte Europas sein.

## Lage und Ausstattung
Der Friedhof liegt an der Św. Wincentego-Strasse 83 zwischen den Stadtteilen Targówek und Nowy Bródno auf der ostwärtigen Seite der Weichsel. Auf dem Friedhof gibt es zwei Kirchen – die aus Holz errichtete Kirche St. Vinzenz von Paul (Św. Wincenty a Paulo) und die Kirche Unserer Lieben Frau von Tschenstochau (Matka Boska Częstochowska). Die Länge der Mauern beträgt etwa 5 km; der Friedhof verfügt über acht Zugangstore. 1981 wurden die Denkmäler des Friedhofs unter Denkmalschutz gestellt.

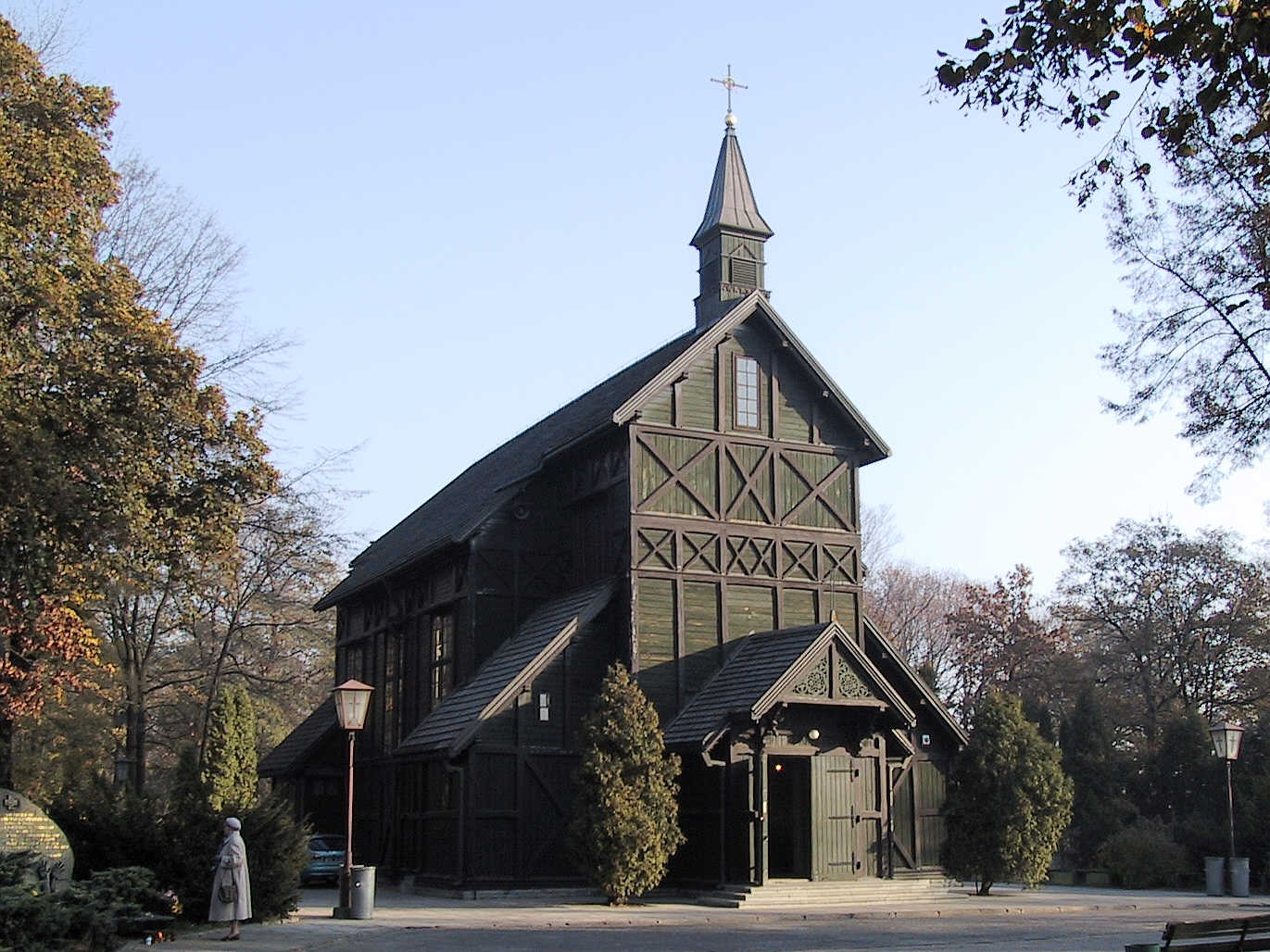
St. Vinzenz von Paul-Kirche

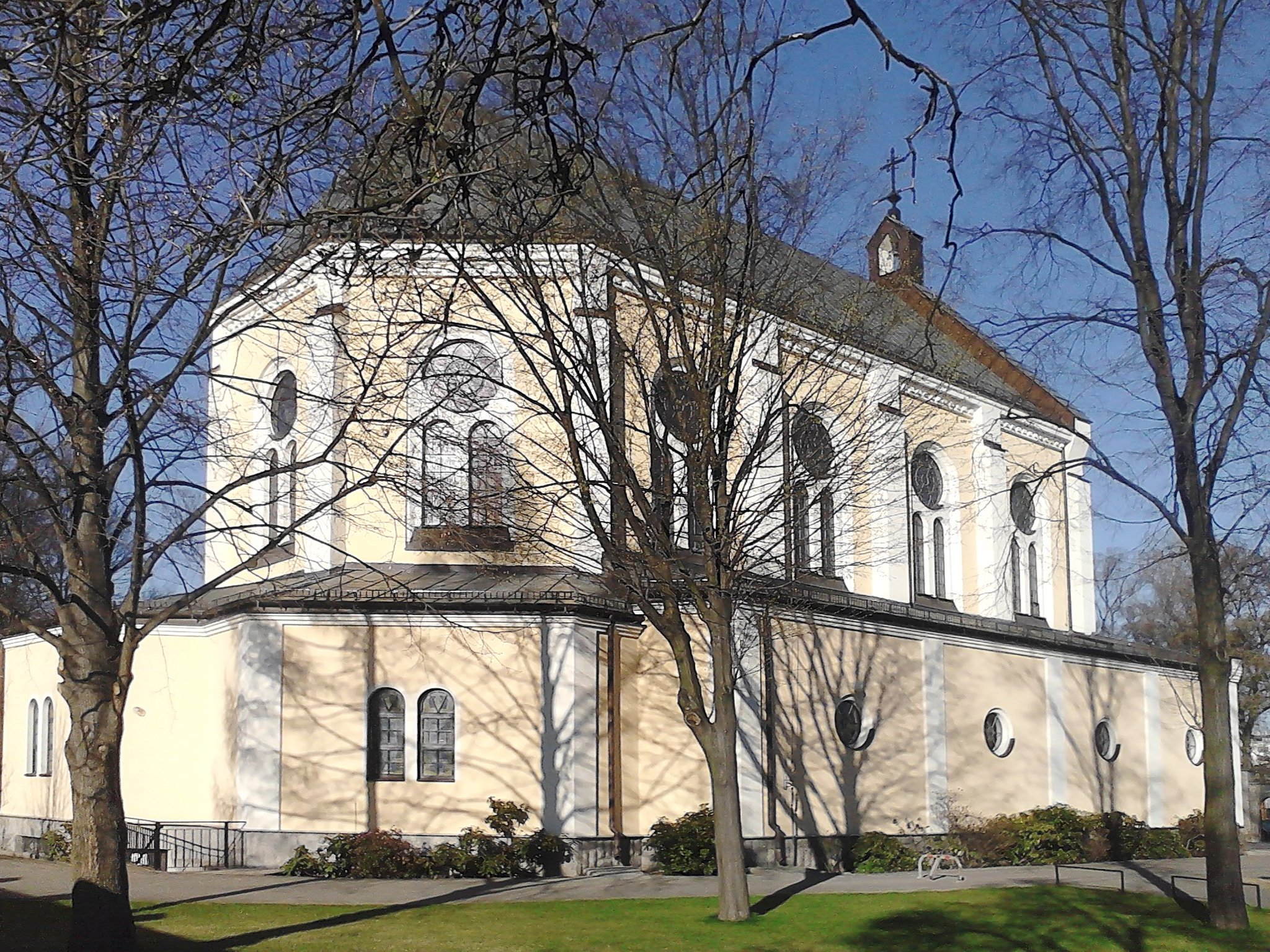
Kirche Unserer Lieben Frau von Tschenstochau

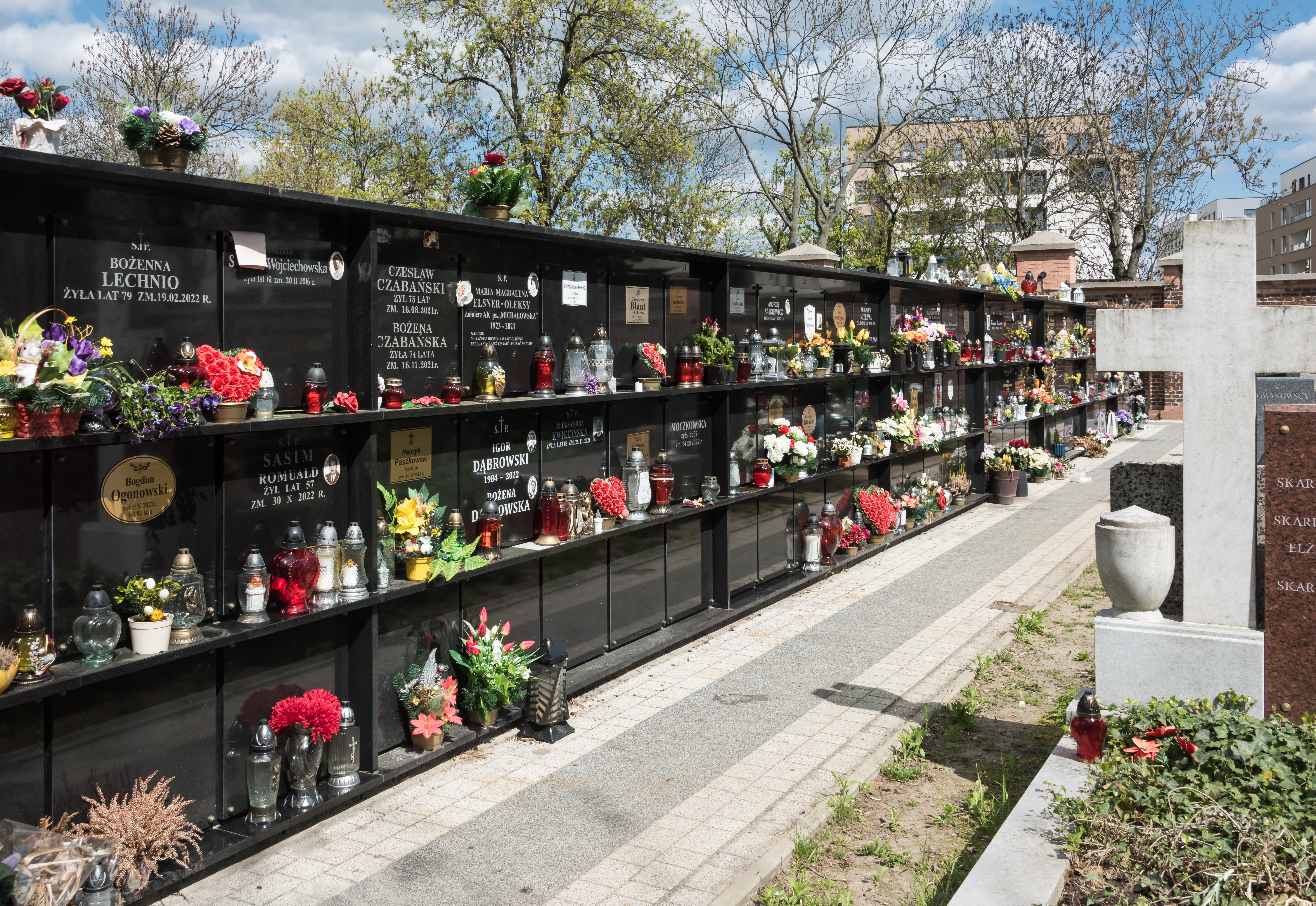
Das 2021 errichtete Kolumbarium

## Geschichte
Im Jahr 1883 ordnete der Warschauer Oberbürgermeister, Generalleutnant Sokrates Starynkiewicz, die Schaffung der Begräbnisstätte an. Am 20. November 1884 weihte der Erzbischof von Warschau, Wincenty Teofil Popiel, den neuen Friedhof. Auf Kosten der Stadt wurden dort zunächst Verstorbene aus Obdachlosenasylen und Mittellose begraben. Ab 1887 wurde er zur Nutzung für die Öffentlichkeit freigegeben. Die Bestattungsgebühren waren niedrig, sodass der Friedhof den Status eines Armenfriedhofs erhielt, während der Powązki-Friedhof als letzte Ruhestätte der wohlhabenden Bewohner Warschaus galt.
Während des Zweiten Weltkriegs diente der Bródno-Friedhof als Waffen- und Munitionslagerstätte wie auch als Trainingsgelände für Untergrundorganisationen. Mehrere Monate fanden hier von der Gestapo Gesuchte Unterschlupf.
Da die Erdbestattung von Bestattungsurnen auf dem Friedhof nicht erlaubt war, wurde zu Beginn des Jahres 2021 ein Kolumbarium errichtet. In 1530 Nischen können je bis zu vier Urnen Platz finden.

## Gräber bekannter Persönlichkeiten
- Teresa Byszewska (1929–2018) – Illustratorin und Plakatkünstlerin
- Roman Dmowski (1864–1939) – Politiker
- Mieczysław Fogg (1901–1990) – Sänger
- Tony Halik (1921–1998) – Journalist und Fotograf
- Aleksander Kakowski (1862–1938) – Erzbischof und Primas
- Stanisław Kędziora (1934–2017) – Weihbischof
- Halina Konopacka (1900–1989) – Leichtathletin
- Marta Martelińska (1949–2008) – Sängerin
- Kazimierz Materski (1906–1971) – Eishockey- und Fußballspieler
- Jerzy Matuszkiewicz (1928–2021) – Komponist
- Nina Novak (1923–2022) – Primaballerina
- Józef Oksiutycz (1904–1965) – Radrennfahrer
- Łucja Prus (1942–2002) – Sängerin
- Mieczysława Przybylska-Łuczyńska (1907–1972) – Schriftstellerin
- Grzegorz Skrzecz (1957–2023) – Schwergewichtsboxer
- Seweryna Szmaglewska (1916–1992) – Schriftstellerin
- Paweł Wypych (1968–2010) – Politiker